# شاهنامه بزرگ ایلخانی

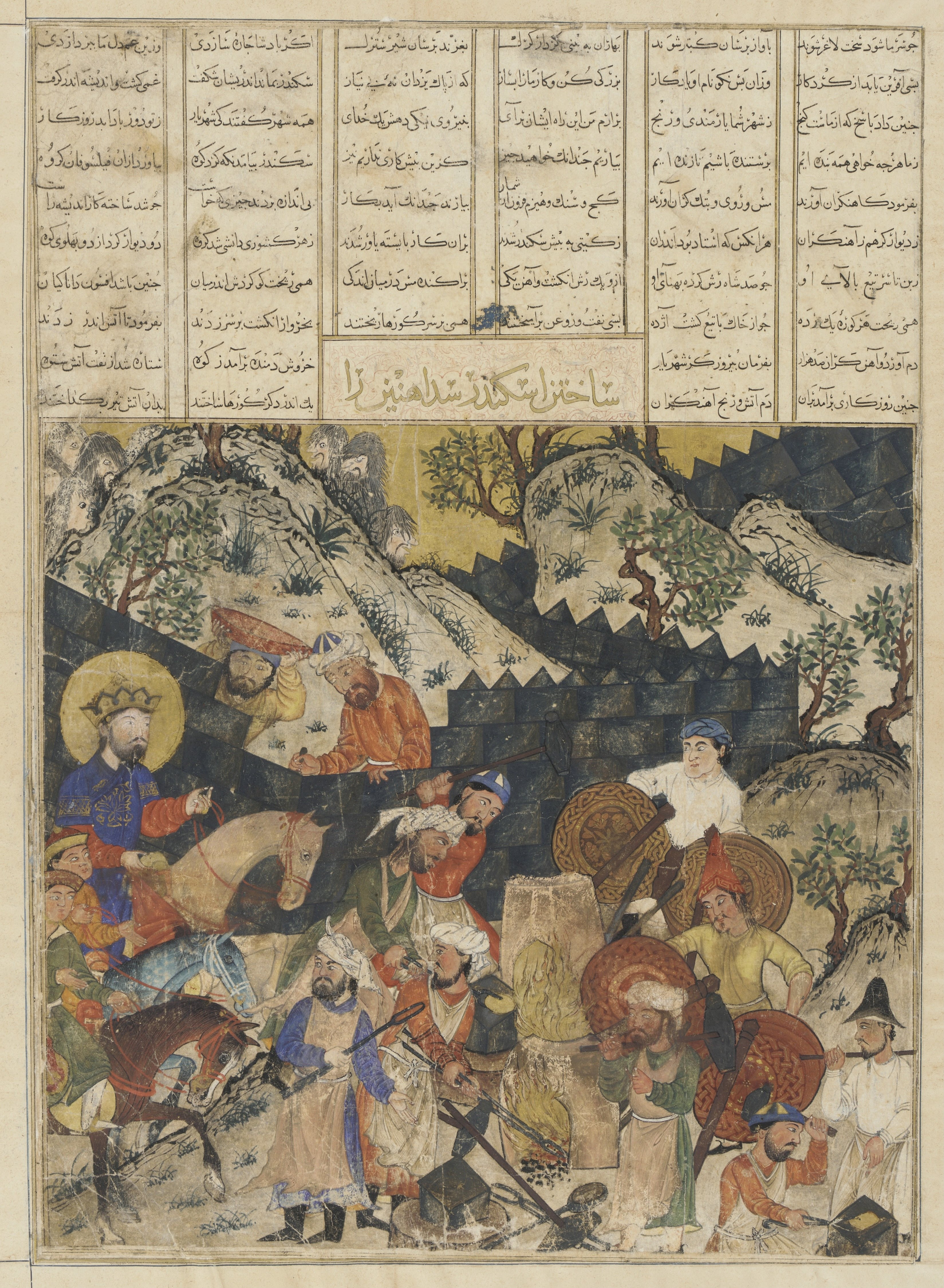
ساختن دروازه‌های اسکندر، نگارخانه آرتور سکلر

کشتن اژدها به‌دست بهرام گور، موزه هنر کلیولند

شاهنامه بزرگ ایلخانی یا شاهنامه ابوسعیدی، یکی از کهن‌ترین و ارزشمندترین نسخه‌های خطی مصور به‌جامانده از شاهنامه فردوسی است. این نسخه به‌سبب آن‌که به‌دست یک دلال آثار هنری به نام ژرژ دموت (فرانسوی: Georges-Joseph Demotte) دربین سال‌های ۱۹۱۰ تا ۱۹۱۵ تکه‌تکه شد و سپس برگه‌های آن جداگانه به‌دست وی به فروش رسید را با نام شاهنامه دموت نیز می‌شناسند. گمان می‌رود، به‌سفارش سلطان ابوسعید بهادرخان و در سال‌های پایانی حکمرانی ایلخانان تهیه‌شده باشد. ولی شماری از پژوهشگران، غیاث‌الدین محمد، وزیر سلطان را حامی و سفارش‌دهنده این نسخه دانسته‌اند. به‌هرروی، آشکار است که این شاهنامه در دربار ایلخانی تهیه‌شده و دربارهای محلی، توانایی تهیه‌کردن چنین نسخه‌ای را نداشته‌اند.
گویا شاهنامه بزرگ ایلخانی تا زمان ناصرالدین‌شاه در تبریز نگهداری می‌شد و پس از آن به تهران منتقل شد. هنگامی‌که محمدعلی‌شاه و اعضای خانواده‌اش، برای تأمین هزینه‌های شخصی خودشان شماری از نسخه‌های خطی کتابخانه سلطنتی را در سال ۱۹۰۸ فروختند، گویا شاهنامهٔ بزرگ ایلخانی هم جزو آن‌ها بود. درنهایت این اثر از کشور خارج شد و دو سال بعد در پاریس به‌دست ژرژ دموت افتاد و او نیز وقتی‌که نتوانست آن را به قیمت مطلوبش به موزه هنر متروپولیتن بفروشد، برگ‌برگش کرد و هر برگ را جداگانه فروخت. پس از آن، بسیاری از بخش‌های این اثر گم شد یا از میان رفت. این کار برای دموت بسیار سودآور بود؛ چراکه او نگاره‌ها را طی دو مرحله، یک‌بار بدون متن و دگربار به‌صورت چسبانده‌شده به متن به‌فروش رساند. برخی از این دست نگاره‌ها، هیچ ربطی به متن روی صفحاتی که به آن‌ها توسط دموت چسبانده شده‌اند، ندارند. واپسین گواهی حضور شاهنامه بزرگ ایلخانی در ایران، عکسی است که آنتوان سوریوگین از آن در کتابخانه دربار قاجار گرفته است. این عکس، یک صحنه از داستان بهرام گور و آزاده را هنگامی‌که این اثر هنوز صحافی‌شده و جلددار بود نشان می‌دهد. این عکس اینک در مؤسسه اسمیتسونین نگهداری می‌شود.

## زمینه‌ها
پادشاهان ایلخانی شاهنامه را ابزاری مناسب برای پیوندزدن خود به گذشته باستانی ایران و درنتیجه مشروعیت بخشیدن به حکومتشان در نزد ایرانیان می‌دانستند. ازاین‌رو همراه با عنایت به شاهنامه، اقدام به سفارش منظومه‌هایی به‌سبک آن نیز پیرامون تاریخ خود و پیشینیانشان کردند. غازان خان، شاعری به نام شمس‌الدین کاشانی را مأمور ساخت تا تاریخ خاندان او را برپایه متن جامع‌التواریخ و با الگوبرداری از شاهنامه فردوسی به‌نظم درآورد. حاصل کار این شاعر، منظومه‌ای است که امروزه با نام شهنامه چنگیزی از آن یاد می‌شود. سال‌ها بعد و در اقدامی مشابه، شاعری به نام احمد تبریزی، سرایش منظومه‌ای به نام شهنشاه‌نامه را به امر سلطان ابوسعید آغاز کرد.
ازجمله تحولات مهم دربارهٔ شاهنامه در دوره ایلخانی، رواج استفاده از شاهنامه‌های منقوش بود که نگارگری ایرانی و شعرهای شاهنامه را به‌هم پیوند می‌زد. مهم‌ترین تحول نگارگری ایرانی در همان دوره، راه یافتن عناصری قوی از سبک‌های نگارگری شرق آسیا، به‌ویژه نگارگری چینی بود. به‌جز شاهنامه بزرگ ایلخانی، دو نسخه مصور کوچک‌تر و کمتر مجلل از شاهنامه‌های مصور دوره ایلخانان نیز شناخته‌شده، که به «شاهنامه کوچک ایلخانی اول» و «شاهنامه کوچک ایلخانی دوم» نامورند. دو اثر یادشده میان سال‌های ۷۰۰ تا ۷۳۰ ه‍.ق کتابت شده‌اند. تهیه و تذهیب آن‌ها در عراق یا شمال‌غرب ایران صورت گرفته است. همچنین نسخه‌ای دیگر، نامور به «شاهنامه گاتمن»، به‌احتمالی حدود سال ۷۳۶ ه‍.ق در اصفهان تهیه‌شده است. کارهای شاهنامه‌نگاری در دربار ایلخانان، مشوقی شد برای امیران آل اینجو تا در حوزه قلمروی خود به ترویج شاهنامه‌های مصور بپردازند. چهار نسخه خطی از این نوع به‌تاریخ سال‌های ۷۳۱، ۷۳۳، ۷۴۱ و ۷۵۲ ه‍.ق شناخته‌شده است.

## توصیف
امروزه تنها ۵۷ برگه نگاره‌دار و چند برگه بدون نگاره از این شاهنامه مانده که درمیان ۲۰ موزه و مجموعه شخصی پراکنده‌اند. احتمال دارد که نسخه دست‌نخورده، دو جلدی، مجموعاً شامل ۲۸۰ تا ۳۰۰ صفحه بوده و دارای ۱۲۰ تا ۲۵۰ نگاره بوده باشد. فرض بر این است که کار روی این نسخه از حدود سال ۷۳۰ ه‍.ق آغاز شده و کمی پیش یا پس از مرگ ابوسعید، یعنی بین سال‌های ۷۳۵ تا ۷۳۷ ه‍.ق به پایان رسیده باشد. هرچند که برخی پژوهشگران معتقدند که کار روی آن پس از مرگ ابوسعید به‌صورت نیمه‌تمام رها شد. سبک‌های گوناگونی که در نگاره‌های این نسخه از شاهنامه به‌کار رفته‌اند، نشان از حضور چندین نگارگر برای کشیدن نگاره‌ها دارد. گرچه هویت و نام نگارگران و خوشنویسان این نسخه مشخص نیست، ولی احتمال دارد که عبدالله صیرفی و احمد موسی از مشارکت‌کنندگان در روند یادشده بوده باشند. متن این نسخه را برخی پژوهشگران برگرفته از تصحیح شاهنامه حمدالله مستوفی دانسته‌اند.
جلد دوم شاهنامه بزرگ ایلخانی احتمالاً با داستان رستم و اسفندیار آغاز می‌شد. درمیان ۵۷ نگاره به‌جامانده، ۱۲ نگاره به اسکندر، ۷ نگاره به بهرام گور و ۵ نگاره نیز به خسرو انوشیروان مربوط هستند. در کل، بیشتر نگاره‌ها در یکی از پنج گروه موضوعی تاج‌گذاری، مرگ و سوگواری، حوادث شگفت‌انگیز، حقانیت و نقش زنان قابل گروه‌بندی هستند. خط به‌کاررفته برای شاهنامه بزرگ ایلخانی، نسخ است. بدون درنظرگرفتن حاشیه‌های خالی صفحه‌ها، هر صفحه دارای ابعاد ۲۹×۴۱ سانتی‌متر، با ۶ ستون نوشتاری است که تا ۳۱ سطر را پوشش می‌دهند. کل این نسخه در دوره قاجار در یک جلد جمع‌آوری شد.

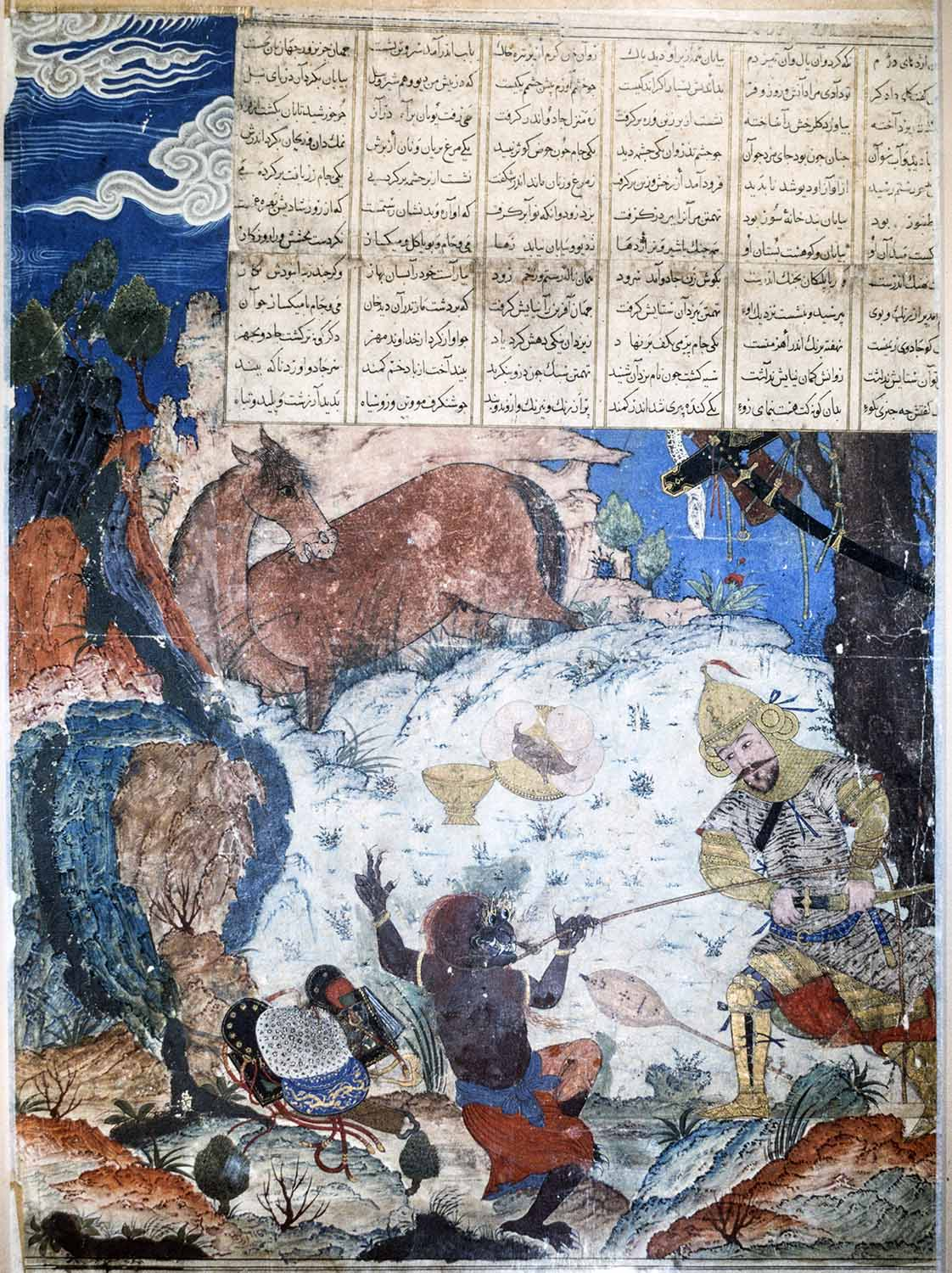
کشتن جادوگر توسط رستم در خان چهارم، برگی از مرقع Hazine 2153 کاخ طوپقاپو

این احتمال هست که روند جداکردن نگاره‌های شاهنامه ابوسعیدی از چند سده پیش از آن‌که دموت به این نسخه دست پیدا کند آغاز شده باشد؛ زیرا برخی از نگاره‌های منفرد، یا به‌کاررفته در نسخه‌های خطی دیگر شباهت بسیاری به سبک نگاره‌های این شاهنامه دارند. ازجمله این موارد، تعدادی نگاره از یک مرقع هستند، که امروزه به‌شماره ثبت Hazine 2153 در مجموعه کاخ طوپقاپو نگهداری می‌شوند. هرچند که نگاره‌های این مرقع ممکن است بخشی از یک شاهنامه احتمالی از دوره جلایری، موسوم به «شاهنامه بزرگ جلایری» بوده باشند.

## ویژگی‌های هنری
از نظر کیفیت نگاره‌ها، شاهنامه ابوسعیدی بهترین و مهم‌ترین نمونه موجود از سبک نگارگری دوره ایلخانی، موسوم به مکتب تبریز اول است. نگاره‌های این شاهنامه، ترکیبی از عناصر سبک‌های عباسی، سلجوقی، روم شرقی و چینی را به نمایش می‌گذارند. در دوره قاجار و در زمان ناصرالدین‌شاه، این شاهنامه توسط نگارگران دربار قاجار مورد مرمت قرار گرفت و به همین دلیل، برخی نگاره‌ها دارای عناصر مربوط به مکتب نقاشی قاجار نیز هستند. بروز احساسات و عواطف انسانی، به‌ویژه غم و اندوه، در شکل ژست‌های چهره و بدن کاراکترها در شاهنامه بزرگ ایلخانی، درنوع خود استثنائی توصیف شده است. رنگ‌های اصلی به‌کاررفته در این اثر شامل سرخ، آبی، سبز و طلایی می‌شوند. برای نمایش پس‌زمینه (مشخصاً آسمان) از رنگ‌های آبی (بیشتر آبی تیره) و طلایی بهره گرفته‌شده است. در سبک عباسی از رنگ خود کاغذ برای پس‌زمینه استفاده می‌شد و در سبک سلجوقی، معمولاً رنگ سرخ برای پس‌زمینه کاربرد داشت.
تأثیرات نگارگری به‌شیوه چینی بر نگاره‌های شاهنامه بزرگ ایلخانی گسترده است و دربرگیرنده چگونگی نمایش پدیده‌های طبیعی مانند ابرها، درخت‌ها، صخره‌ها و همچنین جانوران واقعی و خیالی مانند پرندگان و اژدها می‌شود. هر دو نوع چهره مغولی و ایرانی در میان کاراکترهای این شاهنامه قابل تشخیص‌اند، ولی چهره مغولی بروز و ظهور بیشتری داشته است. تأثیرات هنر بیزانسی بر نگاره‌ها شامل نمایش چین و شکن لباس‌های افراد می‌شود. این ویژگی به‌احتمالی از طریق مکتب عباسی که متأثر از مکتب بیزانسی بود به نگاره‌های شاهنامه بزرگ ایلخانی راه یافته است. عدم وجود سایه‌روشن و میل به پرکردن فضای موجود با انواع طرح‌ها و جزئیات مشخصاً از ویژگی‌های نگارگری ایرانی پیش از دوره ایلخانان مغول است. از هاله نور برای نشان‌دادن فر شاهی در بعضی جاها بهره برده‌اند.
با وجود غنای هنری بسیار شاهنامه بزرگ ایلخانی، به‌نظر می‌رسد که تنها تأثیر کمی روی آثار نگارگری پس از خود داشته است. به‌احتمالی این اثر یکی از منابع الهام‌بخش برای شاهنامه تهماسبی بوده است.

## یادداشت
1. ↑  در اصل ۵۸ نگاره شناخته‌شده، اما یک نگاره که مربوط به جنگ مازندران بود در سال ۱۹۳۷ از بین رفت.